# Дональдсон, Джош
Джошуа Адам Дональдсон (англ. Joshua Adam Donaldson; 8 декабря 1985, Пенсакола, Флорида) — американский бейсболист, выступающий в Главной лиги бейсбола на позиции игрока третьей базы за клуб «Нью-Йорк Янкис». Самый ценный игрок Американской лиги по итогам сезона 2015 года. Участник Матча всех звезд лиги 2014, 2015 и 2016 годов. Двукратный обладатель награды Сильвер Слаггер, лауреат награды Хэнка Аарона.

## Личная жизнь
В детстве Дональдсона воспитывала мать, Лиза Френч, так как его отец отбывал тюремное заключение большую часть его детства. Его отец работал на стройке и в 1992 году попал в тюрьму по обвинению в сексуальном насилии, незаконное лишение свободы и побоях при отягчающих обстоятельствах, где удерживался до 2007 года.